# Batalla de Sanluri
La batalla de Sanluri tingué lloc el 30 de juny de 1409 al sud de Sardenya, entre l'exèrcit de la Corona d'Aragó i l'exèrcit sard del jutjat d'Arborea. Aquesta batalla propicià el domini catalano-aragonés definitiu de l'illa de Sardenya, després de més de 100 anys de domini nominal de la Corona d'Aragó i dècades de guerra.
El camp de batalla va ser la ciutat fortificada de Sanluri. L'exèrcit d'Arborea estava liderat pel jutge Guillem d'Arborea, i el català per Martí el Jove, rei de Sicília i successor de Martí I a la Corona d'Aragó.

## Preparatius militars
El control efectiu de l'illa de Sardenya mitjançat una acció militar definitiva havia estat projectat per Pere III, Joan I i Martí I (l'any 1397), però les limitacions de tresoreria sempre ho impedien.
Finalment, l'octubre de 1408 Martí el Jove sortí de Trapani amb un estol de 10 galeres, arribà a Càller el dia 6 i a final de mes a l'Alguer. Atesa la precarietat del domini català de l'illa, Martí el Jove decidí enviar a Catalunya Bernat de Cabrera i Sanç Roís de Liori per demanar ajut militar, sortint el 8 de novembre de l'Alguer. Paral·lelament, Martí el Jove cercà una solució diplomàtica, aprofitant el canvi de dinastia al jutjat d'Arborea (la d'origen català Bas-Serra fou substituïda per occitans de Narbona).
Bernat de Cabrera i Sanç Roís de Liori arribaren a Barcelona el 22 de novembre, i immediatament el rei Martí I exposà l'estandard reial de les quatre barres davant del Palau Reial Major de Barcelona per demanar homes per a Sardenya. El mateix dia, els representants de les Corts catalanes acceptaren finançar l'exèrcit, demanant que Pere de Torrelles fos designat capità general de l'exèrcit expedicionari. La ciutat de Barcelona també decidí aportar-hi tropes, comandades per Joan Desvalls.
Al març s'intensificaren els preparatius i el 25 de maig arribà a Sardenya una armada de 25 naus grosses, 10 galeres, 15 galiotes, i amb llenys i altres, fent un total de 150 navilis. El gruix principal de l'exèrcit corresponia als Estats catalans (Principat, València i Mallorca), sumant un total, amb les tropes que ja disposava Martí el Jove, al voltant de 3.000 soldats de cavalleria i 8.000 d'infanteria.

## Accions militars prèvies
Abans de la batalla de Sanluri es produïren enfrontaments menors, el més important dels quals es produí als voltants de l'illa Asinara, on entre 8 i 10 galeres catalanes comandades per Francesc de Santa Coloma s'enfrontaren a un estol genovès de 6 galeres comandades per Guglielmo Mollo. La galera capitana genovesa i una altra foren capturades per les catalanes, 2 foren cremades i només dues aconseguiren fugir.
Mentrestant, Martí el Jove assegurà les defenses de Càller, que amb l'Alguer i Santa Teresa de Gallura eren les bases catalanes a Sardenya. Càller, a més, era un port estratègic per a la comunicació amb Sicília, i la seva seguretat no es podia posar en perill fos quin fos el resultat de la campanya militar.
Finalment, el dia 26 de juny Martí el Jove partí cap a Sanluri seguint la via del riu Mannu, i un segon contingent sota les ordres de Nicolau d'Abella i Joan Fernandes d'Herèdia es dirigí cap a Esglésies. El dia 29 Martí el Jove acampà a la plana de Flamaira, a dues llegües de l'objectiu i al costat d'un estany.

## Desenvolupament de la batalla
Les tropes catalanes s'enfrontaven a un exèrcit d'entre 12.000 (xifra més versemblant) i 25.000 homes (fonts catalanes), formada per sards, francesos, occitans, genovesos i llombards. A trenc d'alba del dia 30 de juny, l'exèrcit català, amb superioritat armamentística, es mobilitzà. L'avantguarda, formada per 1.000 homes, la comandà Pere de Torrelles, seguida pel gruix de l'exèrcit, de 4.000 homes, comandat per Martí el Jove. La resta de l'exèrcit es mantingué com a tropes de reserva.
Les tropes sardes aparegueren per darrere d'un tossal proper a la vila de Sanluri. Martí el Jove se situà en un turó per dominar la zona, i aprofità per arengar les tropes. Manà que mossèn Segur de Perapertusa, que portava el penó reial d'or i gules, iniciés el combat, al qual seguí tota la cavalleria. L'exèrcit sard fou dividit en dos, retrocedí cap a Sanluri, patint la captura del penó de Guillem de Narbona. Els sards iniciaren aleshores la fugida, però foren perseguits per la cavalleria enemiga. Les tropes de reserva catalanes i el riu Mannu aturaren la fugida, i els sards foren massacrats a centenars a S'Occidroxiu (topònim que significa la matança).
Paral·lelament, les tropes d'infanteria comandades per Bernat de Cabrera, Joan Desvall i Bernat Galceran de Pinós assaltaren i prengueren la vila i el castell de Sanluri, produint-s'hi una matança que no distingí ni edat ni sexe. La victòria catalana fou completa.

## Accions militars posteriors
El dia 7 de juliol caigué la vila d'Esglésies. Seguiren accions militars menors mentre s'avançava cap a la capital rebel, Oristany, que caigué l'any següent, el 29 de març de 1410. D'aquesta manera acabà la guerra de Sardenya, iniciada amb la cessió el 1297 al Casal de Barcelona del Regne de Sardenya i Còrsega, creat pel Papa Bonifaci VIII com a compensació de la renúncia de Jaume II al tron de Sicília.

## Conseqüències de la batalla
Martí I, mitjançant el seu fill i successor a la Corona Martí el Jove, aconseguí l'èxit desitjat pel seu germà Joan I, que el 1392, impotent davant la pèrdua del castell de la Joiosa Guarda a mans sardes, exclamà «la nació catalana ne és ensultzada». La guerra de Sardenya era percebuda com una qüestió d'orgull nacional. Així doncs, quan el 14 de juliol de 1409 arribaren a Barcelona Jaume Roure i Joan Bartomeu, missatgers de Martí el Jove, per comunicar al rei Martí I la victòria, l'endemà se celebrà una gran festa i una processó solemne fins a la catedral, on predicà Vicent Ferrer i hi fou penjat com a trofeu de guerra el penó capturat del vescomte de Narbona.
Tanmateix, el vencedor de la batalla de Sanluri, Martí el Jove, l'únic successor masculí al tron, emmalaltí el dia 20 de juliol i morí, de malària, el dia 25. Segurament a conseqüència de la batalla, ja que la ruta d'aproximació seguida per lliurar la batalla, el riu Mannu i l'estany a la plana de Flamaire, era un hàbitat fluvial propici al mosquit Anopheles, transmissor de la malària. La mort de Martí el Jove acabaria significant la fi de la dinastia del Casal de Barcelona i com recollí el cronista Pere Tomic «tota la victòria tornà en plor e gran dol», sentenciant, «en aquell jorn se perdé l'honor e prosperitat de la nació catalana».